# Zmarli w październiku 2017

## Październik 2017
- 31 października
  - Ryszard von Broen – polski działacz i sędzia siatkarski[1]
  - Mircea Drăgan – rumuński reżyser filmowy[2]
  - Norman Hardie – nowozelandzki wspinacz[3]
  - Stefania Hoch – polska pielęgniarka, odznaczona Medalem Florence Nightingale[4]
  - Krystyna Korda-Zielińska – polska artystka baletowa, choreograf, pedagog[5][6]
  - Stanisław Kunicki – polski artysta ludowy, rzeźbiarz, twórca zespołu Mszalniczanie[7][8]
  - Abubakari Yakubu – ghański piłkarz[9]
- 30 października
  - Fred Beckey – amerykański wspinacz, autor książek i przewodników wspinaczkowych[10][11]
  - Algimantas Butnorius – litewski szachista[12]
  - Ireneusz Cyranek – polski fotograf i filmowiec[13][14]
  - Mieczysław Kamiński – polski działacz partyjny, I sekretarz Komitetu Wojewódzkiego PZPR w Zamościu[15]
  - Kim Joo-hyuk – południowokoreański aktor[16]
  - Amina Okujewa – ukraińska wojskowa czeczeńskiego pochodzenia[17]
  - Eugène Parlier – szwajcarski piłkarz[18]
  - Daniel Viglietti – urugwajski wokalista, gitarzysta i kompozytor folkowy[19]
  - Kamil Zabost – polski zawodnik taekwondo[20]
- 29 października
  - Muhal Richard Abrams – amerykański pianista i kompozytor jazzowy[21]
  - Dennis Banks – amerykański Indianin z plemienia Czipewejów, lider Ruchu Indian Amerykańskich[22]
  - Franciszek Duba – polski uczestnik II wojny światowej, kawaler orderów[23]
  - Frank Holder – gujański wokalista i perkusjonista jazzowy[24]
  - Władysław Kowalski – polski aktor[25]
  - Tomasz Lenkiewicz – polski chirurg dziecięcy, prof. dr hab. n. med.[26][27]
  - Emil Morgiewicz – polski działacz społeczny oraz działacz opozycji w okresie PRL[28]
  - Didier Motchane – francuski polityk i pisarz, poseł do Parlamentu Europejskiego I i II kadencji (1979–1989)[29]
  - Manfredi Nicoletti – włoski architekt[30]
  - Ninian Stephen – australijski prawnik, polityk, gubernator generalny Australii[31]
- 28 października
  - Stanisław Atlasiński – polski piłkarz[32][33]
  - Marcin Mostowski – polski filozof, logik[34]
  - Manuel Sanchís Martínez – hiszpański piłkarz i trener piłkarski[35]
  - Wojciech Student – polski architekt i działacz samorządowy[36]
- 27 października
  - Hans Kraay – holenderski piłkarz[37]
  - Cecil Moss – południowoafrykański lekarz, rugbysta, trener i działacz sportowy[38]
  - Abdoulaye Soulama – burkiński piłkarz[39]
  - Katalin Szőke – węgierska pływaczka[40]
  - Wanda Zalewska – polski inżynier rolnik, wyróżniona medalem Sprawiedliwy wśród Narodów Świata[41]
- 26 października
  - Marcin Gładych – polski reżyser[42]
  - Piotr Marniok – polski hokeista[43]
  - Nelly Olin – francuska polityk, minister środowiska i zrównoważonego rozwoju[44]
- 25 października
  - Jack Bannon – amerykański aktor[45]
  - Vilnis Edvīns Bresis – łotewski polityk, ostatni premier Łotewskiej Socjalistycznej Republiki Radzieckiej[46]
  - Reinhold Durnthaler – austriacki bobsleista, dwukrotny medalista olimpijski[47]
  - Michał Januszewski – polski trener łucznictwa[48]
  - Marianna Kalinowska-Zdun – polski agronom, prof. dr hab.[49][50][51]
  - John Mollo – brytyjski kostiumograf[52][53]
  - Alfred Paszak – polski muzyk, dyrygent i kierownik artystyczny chórów, kontrabasista[54][55]
- 24 października
  - Franciszek Biały – polski historyk[56]
  - Willie Chan – malezyjski producent filmowy[57]
  - Fats Domino – amerykański piosenkarz, kompozytor[58][59]
  - Michael Driscoll – amerykański duchowny katolicki, biskup[60]
  - Jerzy Gottfried – polski architekt[61]
  - Robert Guillaume – amerykański aktor[62]
  - Herbert Helmrich – niemiecki polityk i prawnik[63]
  - Patricia Llewellyn – brytyjska producentka filmowa, laureatka nagrody Emmy[64]
  - Małgorzata Maria O'Brien de Lacy – polska uczestniczka II wojny światowej, dama Orderu Odrodzenia Polski[65][66]
  - Zbigniew Makowiecki – polski uczestnik II wojny światowej, kawaler orderów[67]
  - Stefan Małecki – polski uczestnik II wojny światowej, kawaler Orderu Virtuti Militari[68]
  - Roman Misztal – polski dyplomata, generał dywizji SZ RP[69]
  - Danuta Rożynkowa – polska specjalistka w zakresie chorób wewnętrznych, prof. dr hab. n. med.[70][71]
- 23 października
  - Walter Lassally – brytyjski operator filmowy[72][73]
  - Joachim Mertes – niemiecki polityk samorządowy, Honorowy Obywatel Województwa Opolskiego[74]
  - Maria Uszacka – polska ilustratorka[75]
  - Zenon Ważny – polski lekkoatleta, olimpijczyk, profesor nauk o kulturze fizycznej[76]
- 22 października
  - Daisy Berkowitz – amerykański muzyk i instrumentalista[77]
  - Atle Hammer – norweski trębacz jazzowy[78]
  - Al Hurricane – amerykański piosenkarz[79]
  - Marek Koryciński – polski działacz polityczny i katolicki[80]
  - Bolesław Mazurkiewicz – polski inżynier[81]
  - Zdzisław Mrugalski – polski zegarmistrz, prof. dr hab.[82]
  - Marek Pacuła – polski dziennikarz, scenarzysta, reżyser, satyryk, autor tekstów[83]
  - Paul Weitz – amerykański astronauta[84]
  - Marian Wolicki – polski duchowny katolicki, teolog, prof. dr hab.[85][86]
  - George Young – australijski muzyk rockowy, autor piosenek i producent muzyczny[87]
- 21 października
  - Martin Eric Ain – szwajcarski basista, członek zespołu Celtic Frost[88]
  - Kazimierz Chodakowski – polski hokeista grający na pozycji obrońcy, reprezentant kraju, olimpijczyk[89]
  - Maciej Dąbrowski – polski bibliotekarz i publicysta, kawaler Orderu Odrodzenia Polski[90][91]
  - Rosemary Leach – brytyjska aktorka[92]
  - Lech Ordon – polski aktor[93]
  - Ewelina Wolańska – polska prawniczka, obrońca w procesach politycznych okresu PRL[94]
- 20 października
  - Stanisław Bogdanowicz – polski duchowny katolicki, infułat archidiecezji gdańskiej[95][96]
  - Edward Kamiński – polski specjalista w dziedzinie technologii żywności i żywienia, prof. zw. dr hab.[97][98][99]
  - Michał Kot – polski dziennikarz[100]
  - Stan Kowalski – amerykański wrestler[101]
  - Federico Luppi – argentyńsko-hiszpański aktor[102]
  - Peter Pollack – wschodnioniemiecki agronom, minister żywności, rolnictwa i leśnictwa (1990)[103]
  - Ryszard Rajszys – polski rentgenodiagnosta, prof. dr hab.[104][105]
  - Adelajda Romer-Wysocka – polska działaczka emigracyjna[106]
  - Adam Sobiczewski – polski fizyk, zajmujący się fizyką teoretyczną i fizyką jądrową, prof. dr hab. czł. rzecz. PAN[107]
  - Rafał Wencek – polski piłkarz[108]
- 19 października
  - Zofia Bartoszewska – polska opozycjonistka w okresie PRL, żona Władysława Bartoszewskiego[109]
  - Hieronim Burek – polski polityk i działacz komunistyczny, poseł na Sejm PRL VI kadencji (1972–1976)[110]
  - Bogusław Koprowski – polski aktor[111][112][113]
  - Umberto Lenzi – włoski reżyser i scenarzysta filmowy[114]
  - Achiel Verstraeten – belgijski konstruktor i producent automatów do gier, założyciel firmy Elaut[115]
  - Roy Sherwood – amerykański skoczek narciarski i sędzia skoków narciarskich, olimpijczyk[116]
- 18 października
  - Brent Briscoe – amerykański aktor[117]
  - Bronisław Kamiński – polski specjalista w zakresie ochrony przyrody, minister ochrony środowiska, zasobów naturalnych i leśnictwa w latach 1989–1990[118]
  - Zdzisław Kostrzewa – polski architekt[119]
  - Taizo Nishimuro – japoński przedsiębiorca, prezes koncernu Toshiba[120][121]
  - Marino Perani – włoski piłkarz[122]
  - Tamara Pietkiewicz – rosyjska pisarka[123]
  - Ricardo Vidal – filipiński duchowny katolicki, arcybiskup Cebu, kardynał[124]
  - Isam Zahr ad-Din – syryjski wojskowy[125]
- 17 października
  - Danielle Darrieux – francuska aktorka[126]
  - Gord Downie – kanadyjski wokalista[127]
  - Ryszard Kowalczyk – polski opozycjonista w okresie Polski Ludowej[128]
  - Alicja Kusińska – polska ekonomistka[129]
- 16 października
  - Bohdan Berggrün – polski żeglarz[130]
  - Daphne Caruana Galizia – maltańska dziennikarka[131]
  - Roy Dotrice – brytyjski aktor[132]
  - John Dunsworth – kanadyjski aktor[133]
  - Bolesław Kowalski – polski chemik, prof. dr hab.[134][135]
  - Augustin Mawangu Mingiedi – kongiski wokalista[136][137]
  - Romuald Tesarowicz – polski śpiewak operowy[138]
- 15 października
  - Choirul Huda – indonezyjski piłkarz[139]
  - Miloš Radulović – czarnogórski polityk i ekonomista, rektor Uniwersytetu Czarnogóry (1986–1990), p.o. prezydenta Federalnej Republiki Jugosławii (1993)[140]
  - Lekh Tandon – indyjski aktor, reżyser filmowy[141]
  - Ludwik Wargocki – polski strażak i wykładowca akademicki, rektor-komendant Szkoły Głównej Służby Pożarniczej w Warszawie[142]
  - Jerzy Wysokiński – polski dziennikarz i wydawca[143]
  - Witold Zdaniewicz – polski duchowny katolicki, pallotyn, socjolog religii[144]
  - Jerzy Wichłacz – polski piłkarz[145]
- 14 października
  - Wolfgang Bötsch – niemiecki prawnik, polityk, samorządowiec, minister poczty i telekomunikacji[146]
  - Walter Bushuk – kanadyjski agronom[147]
  - Anna Kornecka – polski agrotechnik, wyróżniona medalem Sprawiedliwy wśród Narodów Świata[148]
  - Roman Orłow – polski malarz, kompozytor[149]
  - Anna Szałapak – polska piosenkarka, wykonawczyni poezji śpiewanej, etnolog[150]
  - Richard Wilbur – amerykański poeta[151]
- 13 października
  - Jerzy Celiński – polski kaskader i konsultant filmowy[152][153]
  - Desimir Jevtić – jugosłowiański (serbski) polityk i inżynier mechanik, przewodniczący Rady Wykonawczej/premier Socjalistycznej Republiki Serbii (1986–1989)[154][155]
  - William Lombardy – amerykański szachista[156]
  - Leonard Łukaszuk – polski prawnik i naukowiec, sędzia Trybunału Konstytucyjnego, pułkownik Służby Bezpieczeństwa PRL[157]
  - Zdzisław Ociesa – polski uczestnik II wojny światowej, kawaler orderów[158]
  - Andrzej Płatek – polski piłkarz i trener[159]
  - Stanisław Wyganowski – polski ekonomista i urbanista, w 1990 wojewoda warszawski, w latach 1990–1994 prezydent m.st. Warszawy[160]
  - Albert Zafy – malgaski polityk, prezydent Madagaskaru w latach 1993–1996[161]
- 12 października
  - Edward Breza – polski językoznawca, prof. zwyczajny Uniwersytetu Gdańskiego[162]
  - Jan Antoni Karczewski – polski malarz, grafik i rysownik[163]
  - Mirosława Klepacka – polska specjalistka w dziedzinie technologii żywności i żywienia, prof. dr hab.[164][165]
  - Horst Posdorf – niemiecki polityk[166]
  - Jerzy Seidler – polski specjalista w dziedzinie automatyki, informatyki i telekomunikacji, profesor Politechniki Gdańskiej[167]
  - Bożena Skowron – polska koszykarka[168]
  - Wiesław Paweł Szymański – polski krytyk literacki[169]
- 11 października
  - Józef Gołębiowski – polski samorządowiec i ekonomista, starosta sochaczewski (2002–2006)[170]
  - Clifford Husbands – barbadoski prawnik i polityk, gubernator generalny tego kraju w latach 1996–2011[171]
  - Jan Kurowicki – polski filozof, krytyk literacki, poeta, eseista i prozaik[172]
  - Ryszard Sobociński – polski profesor nauk technicznych, rektor Politechniki Świętokrzyskiej[173]
- 10 października
  - Cho Jin-ho – południowokoreański piłkarz występujący na pozycji pomocnika[174]
  - Pentti Holappa(inne języki) – fiński pisarz, poeta[175]
  - Bob Schiller – amerykański scenarzysta filmowy[176]
  - Lech Solarz – polski specjalista w dziedzinie mechaniki stosowanej, prof. WAT[177][178]
  - Robert de Zafra – amerykański fizyk[179]
  - Ryszard Żukowski – polski specjalista w zakresie teorii sportu, teorii i metodyki lekkiej atletyki, prof. dr hab.[180][181]
- 9 października
  - Kim Bo-ae – koreańska aktorka[182][183]
  - Armando Calderón Sol – salwadorski polityk, prezydent w latach 1994–1999[184]
  - Alan Czumak – rosyjski uzdrowiciel, osobowość telewizyjna[185][186]
  - Mirosław Kałczak – polski patomorfolog, pułkownik, doktor habilitowany nauk medycznych[187]
  - Jerzy Kraszewski – polski dziennikarz[188][189]
  - Vincent La Selva – amerykański dyrygent[190]
  - Tadeusz Maszkiewicz – polski architekt[191]
  - Bill Puterbaugh – amerykański kierowca wyścigowy[192]
  - Jean Rochefort – francuski aktor, scenarzysta i reżyser[193]
  - Hanna Szczepanowska – polska żołnierz AK oraz działaczka Szarych Szeregów, łączniczka w powstaniu warszawskim[194]
  - Andrzej Szujecki – polski specjalista w zakresie leśnictwa, członek rzeczywisty PAN[195][196]
  - Jerzy Jacek Tomczak – polski filmowiec, dziennikarz, scenarzysta[197][198]
  - József Tóth – węgierski piłkarz[199]
- 8 października
  - Coriún Aharonián – urugwajski kompozytor muzyki klasycznej pochodzenia ormiańskiego[200][201]
  - Bronisław Mokrzycki – polski duchowny oraz teolog katolicki, liturgista, rekolekcjonista, jezuita[202]
  - Salim Szakir – tunezyjski polityk, minister zdrowia, doradca prezydenta Al-Badżia Ka’ida as-Sibsiego[203][204]
  - Grady Tate – amerykański perkusista i piosenkarz hard bopowy i soul jazzowy[205]
  - Y.A. Tittle – amerykański futbolista[206]
- 7 października
  - Piotr Antoniewicz – polski hokeista[207]
  - Andrzej Basista – polski architekt, prof. dr hab. inż.[208][209]
  - Hayden Kennedy – amerykański alpinista[210]
  - Ole Krarup – duński polityk[211]
  - Jerzy Roman Krzyżanowski – polski literaturoznawca, pisarz, publicysta[212]
  - Jim Landis – amerykański baseballista[213]
  - Konstantin Sarsania – rosyjski zawodnik i trener piłkarski[214]
  - Stefan Szelka – polski uczestnik II wojny światowej, działacz kombatancki, kawaler orderów[215][216]
  - Wacław Świerzawski – polski duchowny rzymskokatolicki, profesor nauk teologicznych, biskup diecezjalny sandomierski[217]
- 6 października
  - Roberto Anzolin – włoski piłkarz[218]
  - Jadwiga Berak – polska polityk, posłanka I kadencji (1992–1993), wiceminister rolnictwa (1998–2001)[219]
  - Terry Downes – brytyjski bokser[220]
  - François Gault – francuski dziennikarz[221]
  - Marek Gołąb – polski sztangista, medalista olimpijski[222]
  - Connie Hawkins – amerykański koszykarz[223]
  - Hervé L. Leroux – francuski projektant mody[224][225]
  - Ralphie May – amerykański komik i aktor[226]
  - Zofia Perczyńska – polska aktorka[227]
  - Bunny Sigler – amerykański piosenkarz, kompozytor i producent[228]
- 5 października
  - Ryszard Duś – polski chemik, prof. dr hab.[229]
  - Anton Geurts – holenderski kajakarz[230]
  - Georges Griffiths – iworyjski piłkarz[231]
  - Eberhard van der Laan – holenderski prawnik, polityk, minister ds. mieszkalnictwa, wspólnot i integracji, burmistrz Amsterdamu[232]
  - Zygmunt Łupina – polski polityk, historyk i nauczyciel[233]
  - Anne Wiazemsky – francuska aktorka i pisarka[234]
- 4 października
  - Bronisław Chromy – polski rzeźbiarz, malarz i rysownik[235]
  - Liam Cosgrave – irlandzki polityk, przewodniczący Rady Europejskiej, Taoiseach Irlandii w latach 1973–1977[236]
  - Albert Juszczak – polski działacz emigracyjny, tłumacz i wykładowca akademicki[237]
  - Zdzisław Wójcik – polski piłkarz[238]
  - Jerzy Antoni Żurański – polski specjalista w zakresie budownictwa, prof. Instytutu Techniki Budowlanej[239][240][241]
- 3 października
  - Isabella Karle – amerykańska chemik[242]
  - Janusz Orbitowski – polski malarz[243]
  - Dżalal Talabani – iracki polityk, prezydent Iraku w latach 2005–2014[244]
  - Gunnar Thoresen – norweski piłkarz[245]
- 2 października
  - Robert Elsie – kanadyjski językoznawca, literaturoznawca i tłumacz, albanista[246]
  - Klaus Huber – szwajcarski kompozytor, dyrygent, pedagog i skrzypek[247]
  - Teresa Jankowska – polska chemiczka, doc. dr inż., dama orderów[248]
  - Dariusz Kwaśniewski – polski samorządowiec i nauczyciel, starosta bolesławiecki (2014–2016)[249]
  - Tom Petty – amerykański muzyk rockowy, gitarzysta, wokalista, kompozytor i autor tekstów[250][251]
  - Wacław Sąsiadek – polski piłkarz[252]
- 1 października
  - Arthur Janov – amerykański psycholog, psychoterapeuta[253]
  - Janusz Kotlarczyk – polski geolog, członek PAN[254]
  - Zenona Lipka-Kadaj – polska koszykarka[255]
  - František Listopad – czeski i portugalski prozaik, tłumacz i reżyser teatralny i telewizyjny[256]
  - Krystyn Matwijowski – polski historyk, profesor Uniwersytetu Wrocławskiego[257]
  - Samuel Irving Newhouse Jr. – amerykański wydawca i filantrop[258][259]
  - Paul Otellini – amerykański ekonomista, prezes Intela w latach 2005–2013[260]
  - Hanna Sygietyńska-Kwoczyńska – polska historyczka sztuki, Honorowa Obywatelka Miasta Siedlce[261]
  - Łarisa Wolpert – radziecka i estońska szachistka i filolog[262]
  - Adam Worwa – polski hokeista i trener[263]
  - Henryk Zalesiński – polski aktor teatrów lalkowych[264][265][266][267]